# Foster Wheeler
Die Foster Wheeler AG war ein international tätiger Schweizer Anlagenbau-Konzern mit US-amerikanischen Wurzeln. Der Konzernsitz der Unternehmensgruppe war in Baar in der Schweiz, der operative Hauptsitz befand sich in Reading im Vereinigten Königreich.
Foster Wheeler beschäftigte 13'311 (2012: 12'893) Mitarbeiter und erzielte 2013 einen Umsatz in Höhe von 3,306 Milliarden US-Dollar (2012: 3,391 Mrd. USD). Die Aktien der Foster Wheeler AG waren an der NASDAQ kotiert.
Am 13. November 2014 wurde Foster Wheeler für 3,13 Milliarden US-Dollar von der britischen AMEC übernommen, die sich daraufhin in Amec Foster Wheeler umbenannte. Am 19. Januar 2015 wurde Foster Wheeler aus dem Handelsregister gelöscht und ist somit als Firma nicht mehr existent.

## Tätigkeitsgebiet
Foster Wheeler gliederte sich in zwei Hauptbereiche:
1. Bereich Global E&C (Engineering & Construction) plante und baute insbesondere Raffinerien für Öl und Gas sowie andere petrochemische, chemische und verfahrenstechnische Anlagen. Die Anlagen wurden in der Regel schlüsselfertig als Generalunternehmer geliefert („EPC“).
2. Bereich Global Power plante und baute insbesondere Feuerungsanlagen, Dampfkessel, komplette Kraftwerke und andere energietechnische Anlagen.

## Geschichte
Das Unternehmen entstand 1927 als Zusammenschluss der Power Speciality Company, die 1884 als Water Works Supply Company von der Familie Foster gegründet wurde, und der Wheeler Condenser & Engineering Company, deren Wurzeln bis 1891 reichen. Ursprünglich befand sich der operative Hauptsitz in New York City, wurde später jedoch nach Clinton in New Jersey verlegt.
Im Jahr 2008 erwirtschaftete Foster Wheeler einen Umsatz in Höhe von 6,854 Milliarden US-Dollar. Ende 2008 beschloss der Konzern, seinen Sitz von den Bermuda-Inseln in die Schweiz zu verlegen. Die Sitzverlegung nach Zug wurde am 9. Februar 2009 vollzogen. Damit verbunden war auch die Umwandlung von Foster Wheeler in eine Aktiengesellschaft nach Schweizer Recht.